# Дайкон

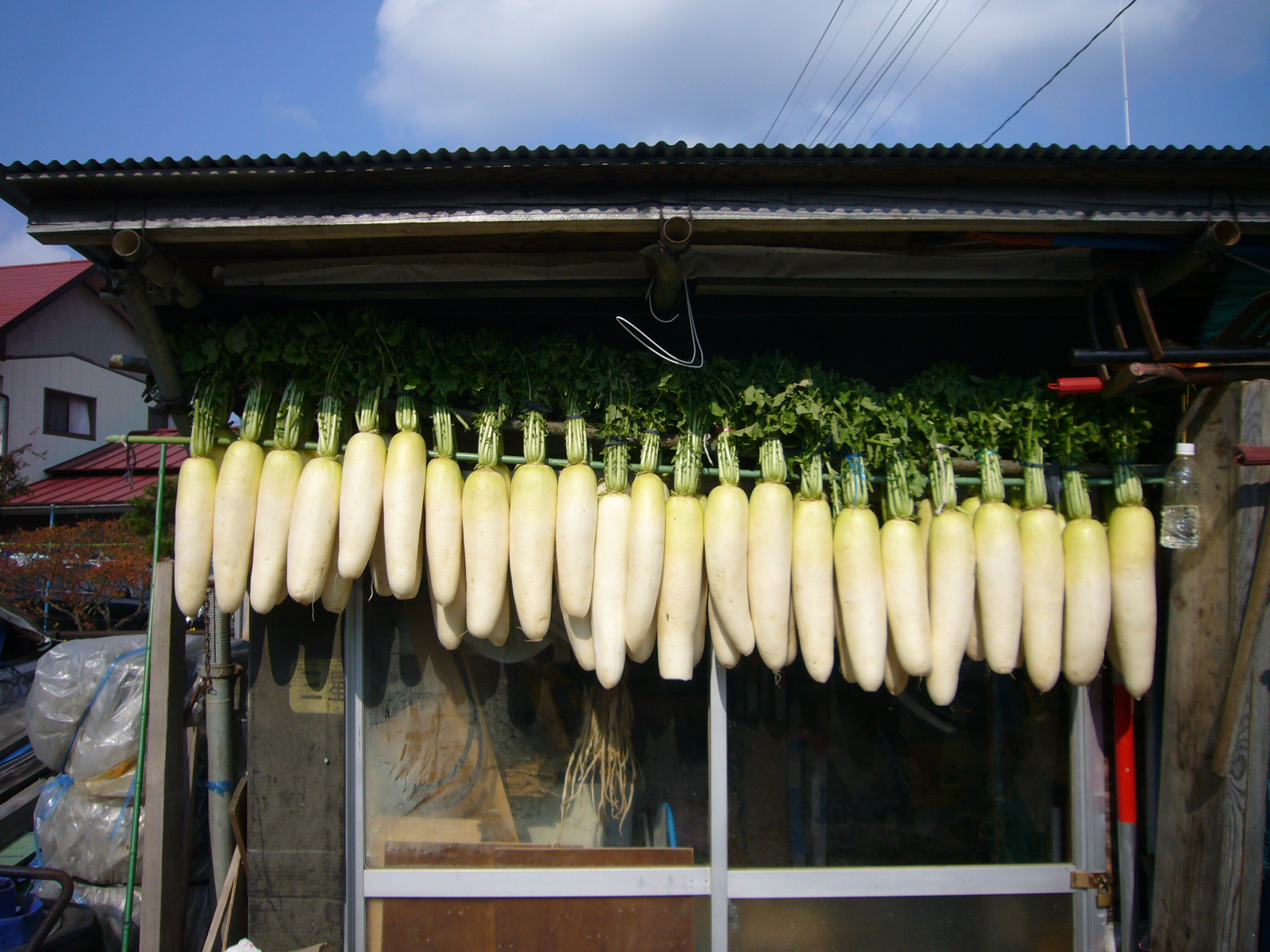
Дайкон

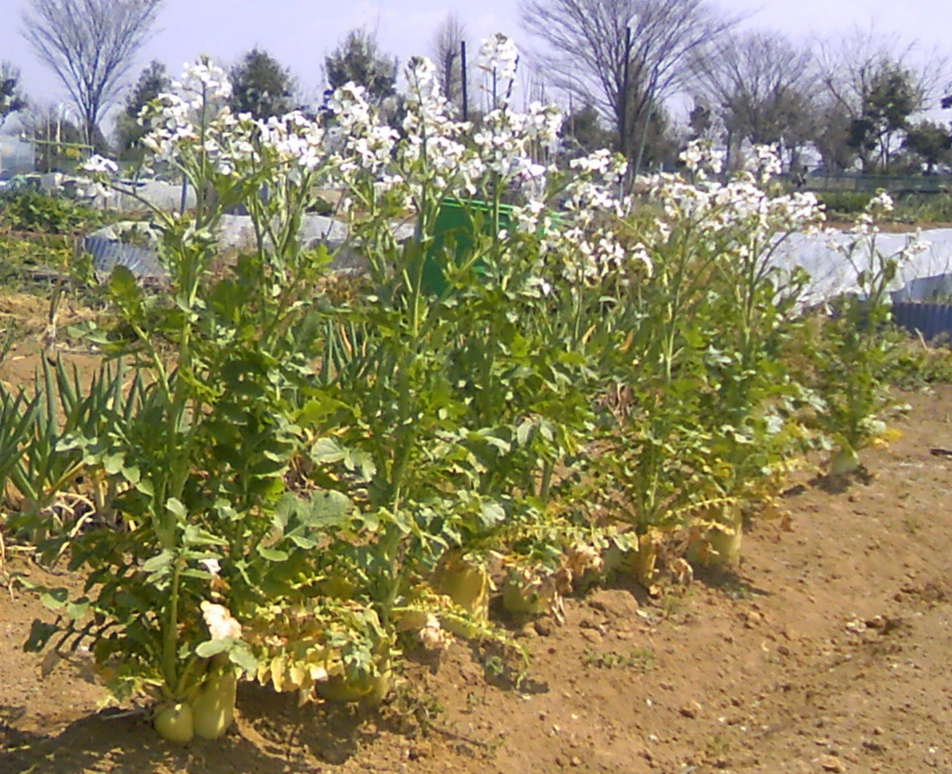
Дайкон у цвітінні

Дайкон (Raphanus sativus L. convar. acanthiformis (Morel) яп. 大根, або японська редька) — солодка японська редька. У перекладі з японської — «великий корінь».

## Поширення
Дайкон відносять до родини капустяних. Можливою батьківщиною називають Китай, де росте лоба (азійська редька). Шляхом селекції в Японії і отримали дайкон з лоби. І редьку, і редис у Західній Європі відносять до допоміжних, не головних овочів. В Японії, де століттями гостро стояли питання перенаселення й отримання харчів, дайкон віднесений до головних овочів, виведені сорти велетенського дайкона, вага яких перевищує 500 грамів. Є сорти з вагою 1 кг і більше.

## Характеристики

### Біологічні
Біологічні характеристики дайкона збігаються з характеристиками редьки і редису. Період вегетації досягає 60—80 днів. Довжина стиглих коренів досягає 30-80 см залежно від сорту. 100 грамів дайкону містять 21 кілокалорію.

### Хімічний склад
На відміну від редьки дайкон не має вмісту гірчичних олійних речовин, тому має більш приємний смак і часто не потребує дотаткової термічної обробки. У дайконі знайдені вітамін С і ферментні речовини, що сприяють перетравленню продуктів з вмістом крохмалю.

### Врожайність
Агрокультура має високу врожайність — десять кілограмів на 1 метр квадратний з коливаннями залежно від сорту.

### Добрива
Дайкон добре реагує на добрива. Перед сівбою вносять одну цеберку гною на 1 метр квадратний.

### Ґрунт
Для дайкону бажані легкі ґрунти. Перед сівбою ґрунти глибоко обробляють бороною і вносять пісок. Корінь у період вегетації росте вглиб і догори, піднімаючись над поверхнею землі як турнепси. Бажані поливи, прополювання і додаткове боронування рядків.

### Шкідники
Головні шкідники — хрестноквіткові блошки (Phyllotreta cruciferae).

### Сівба
Висівання — у червні.

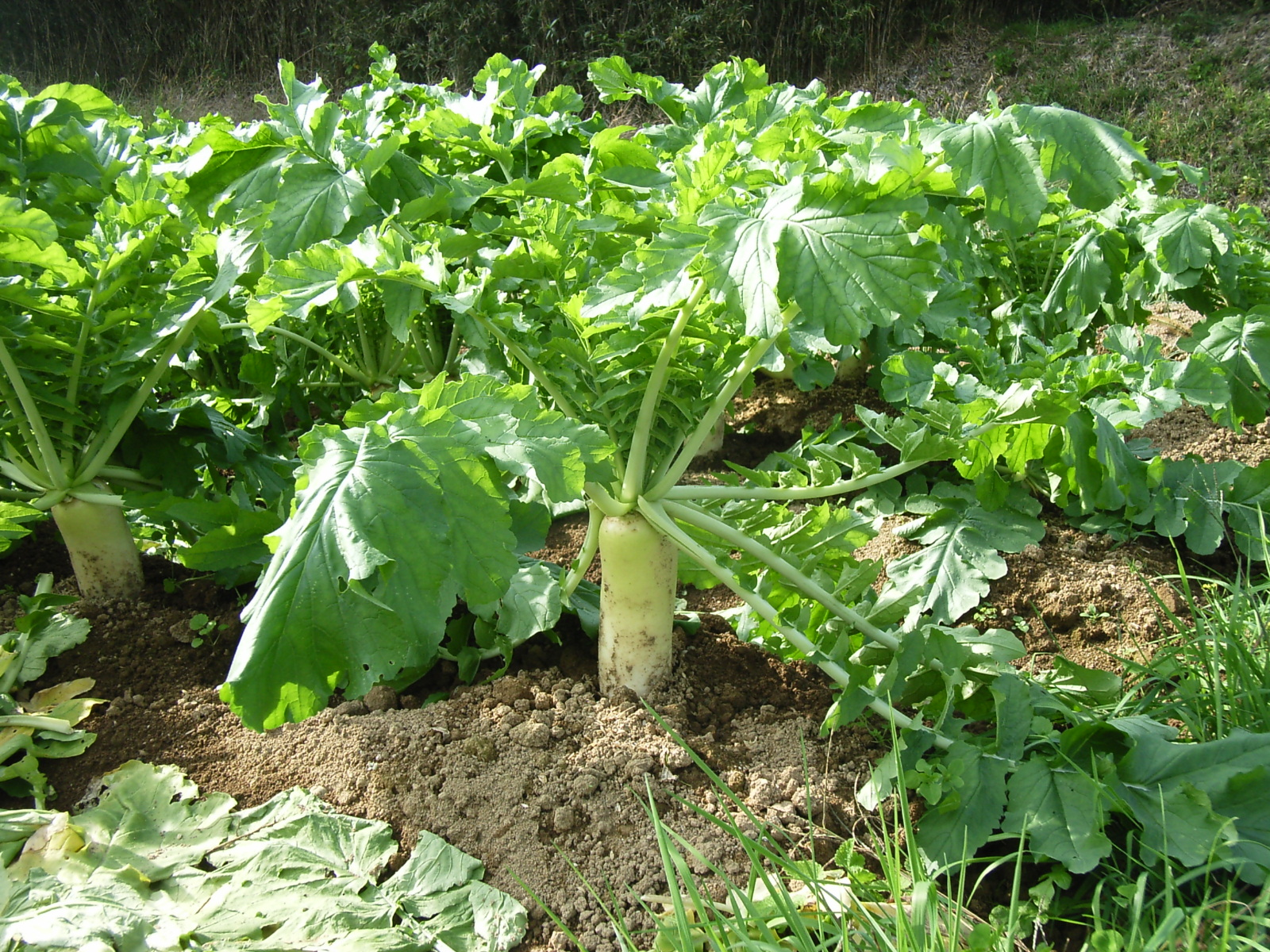
Стиглий дайкон.

Насіння перед сівбою замочують у теплій воді. Воду бажано змінювати при охолодженні і висівати лише насіння-проростки. Внесення у ґрунт — 20-25 см одне від одного. Поширений метод наклеювання насіння на туалетний папір навесні через проміжок 20-25 см, замочування і висівання в папері. Глибина внесення насіння як у редиса. Збирання врожаю через 50-70-80 днів або раніше залежно від визрівання і сорту.

## Використання

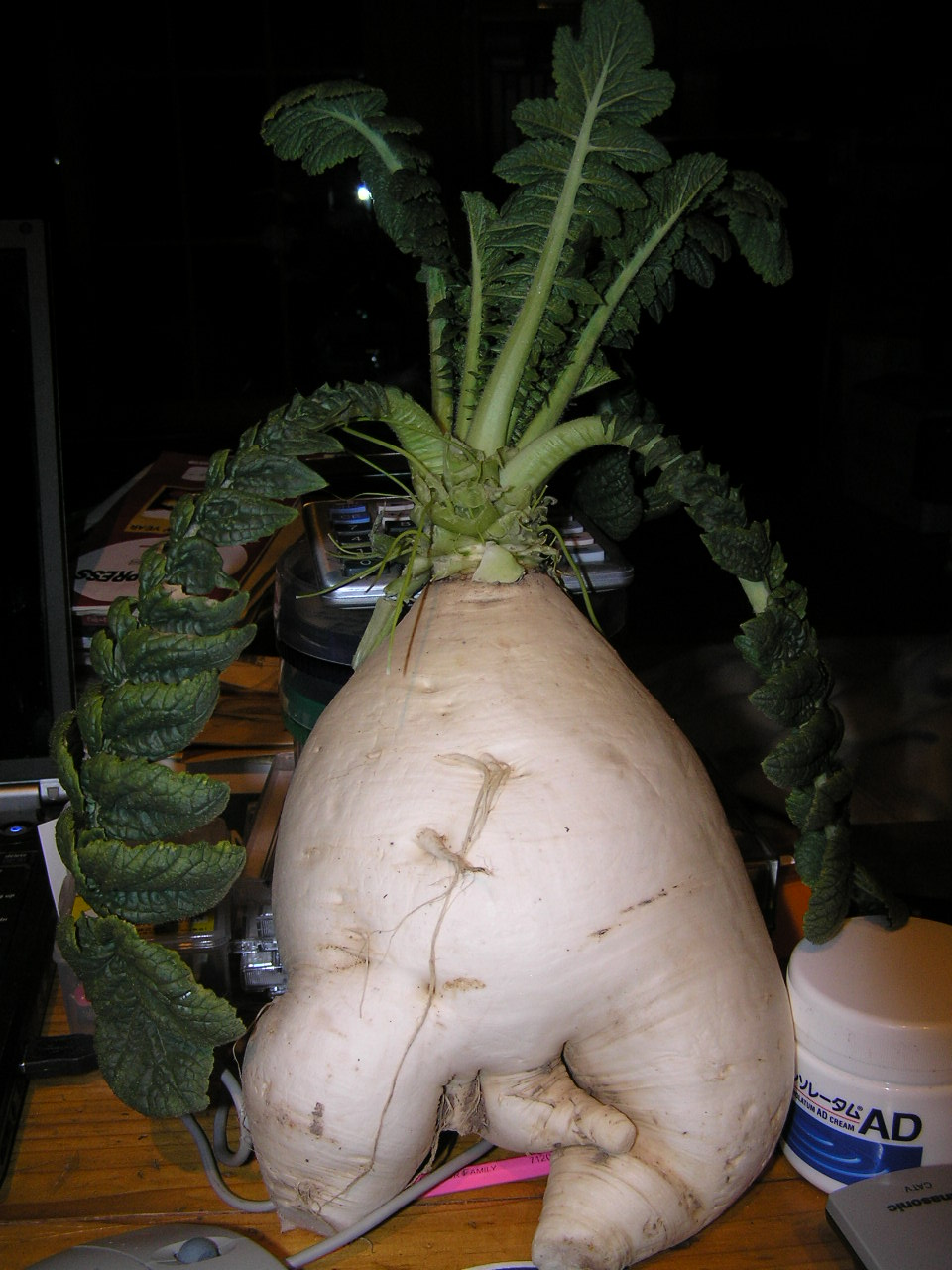
Реальні розміри

Дайкон, який вирощують на значних площах, входить до майже щоденного раціону японців. Має поширення в Китаї, країнах Східної і Центральної Азії (Узбекистан) і в Америці. Прихильники дайкона вирощують 10-15 різних сортів. Влітку навіть молоде і ніжне листя додають до салатів. Дайкон також використовують як гарнір до м'ясних і рибних страв, до страв з грибами. Коріння смажать, маринують, солять, використовують свіжими. Зберігають взимку в темних прохолодних приміщеннях у вологому піску як моркву.

## Вирощування в Україні
Дайкони цілком придатні для вирощування в Україні, особливо в північних районах через короткий строк вегетації.

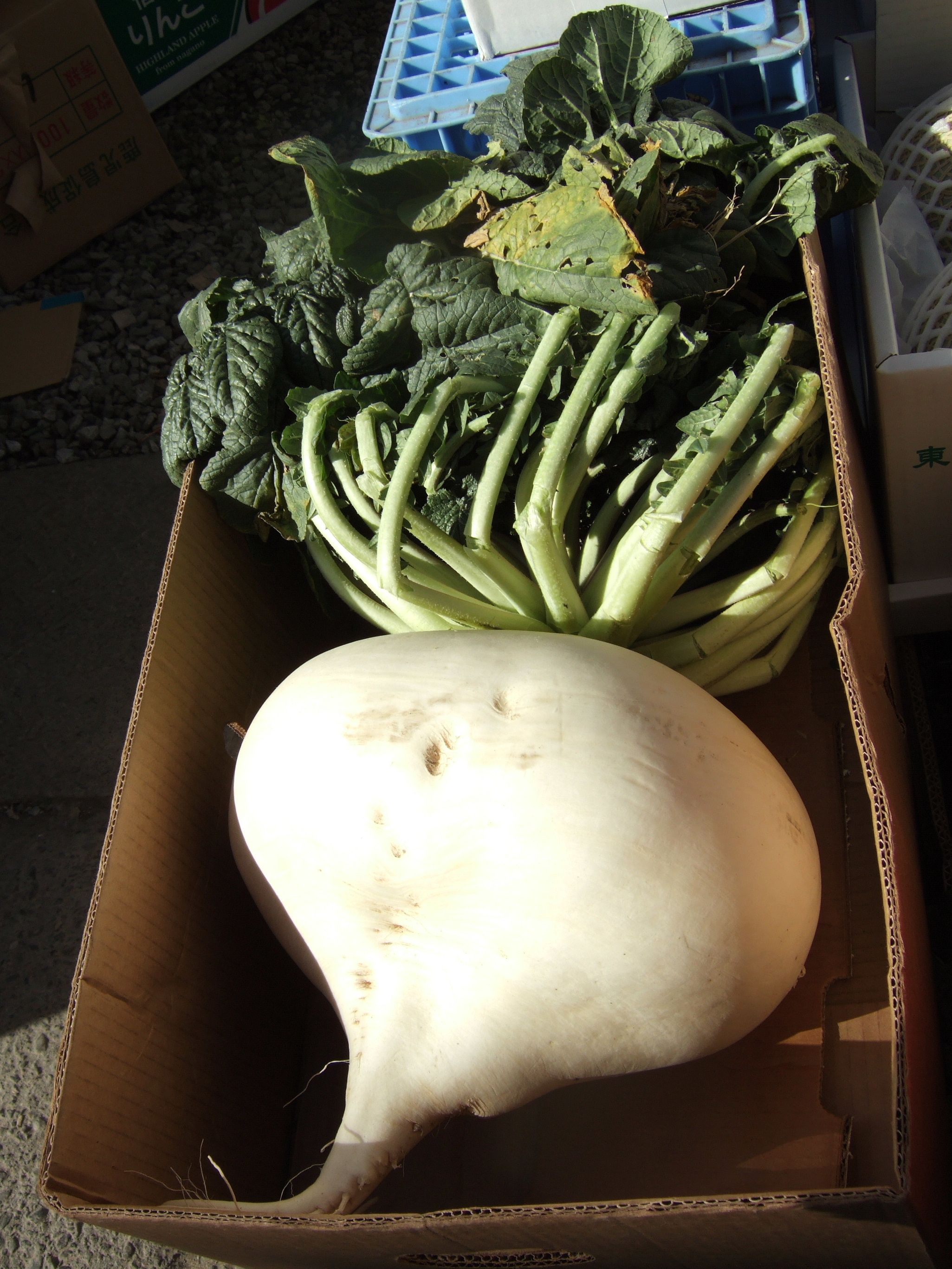
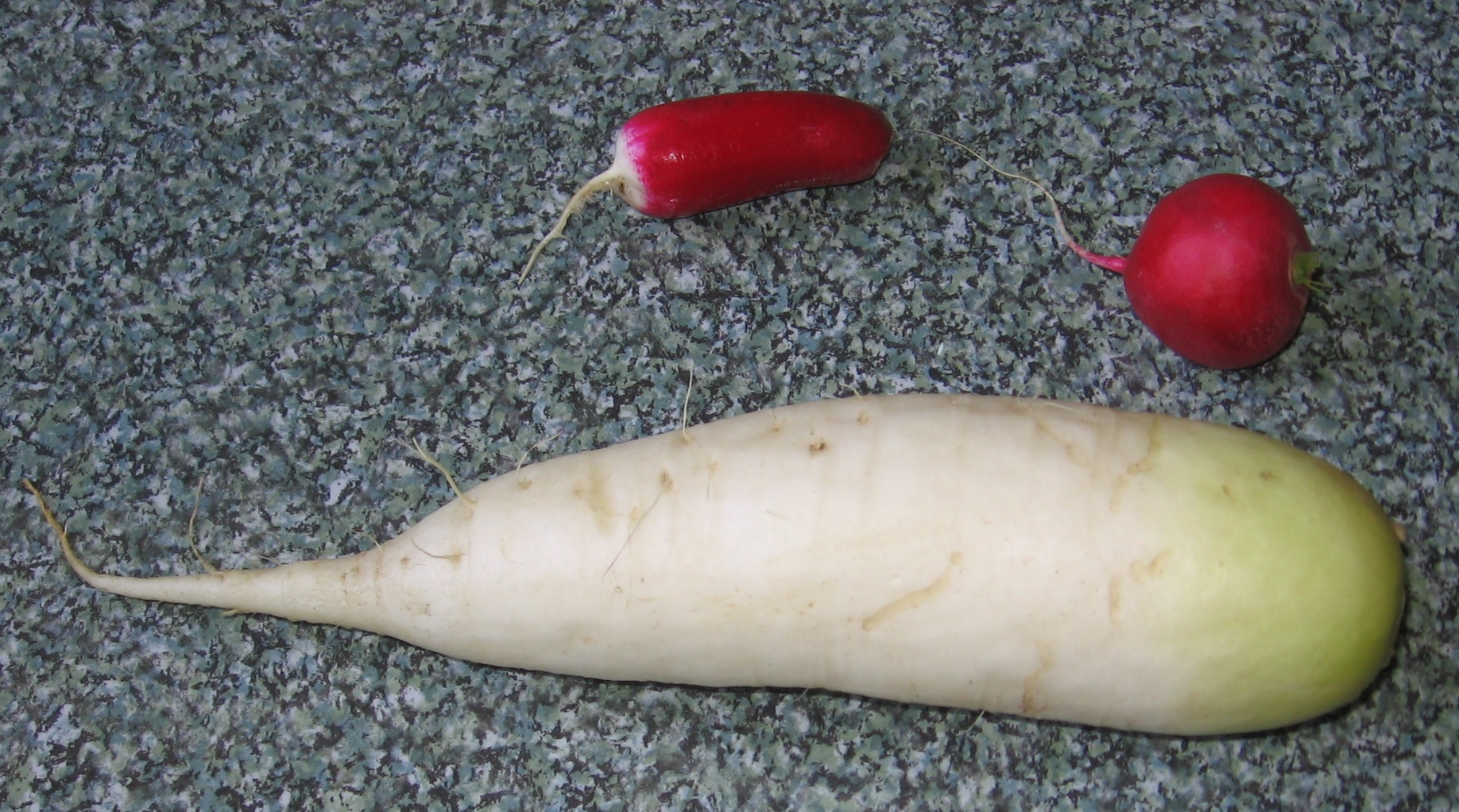
Дайкон порівняно з редисом
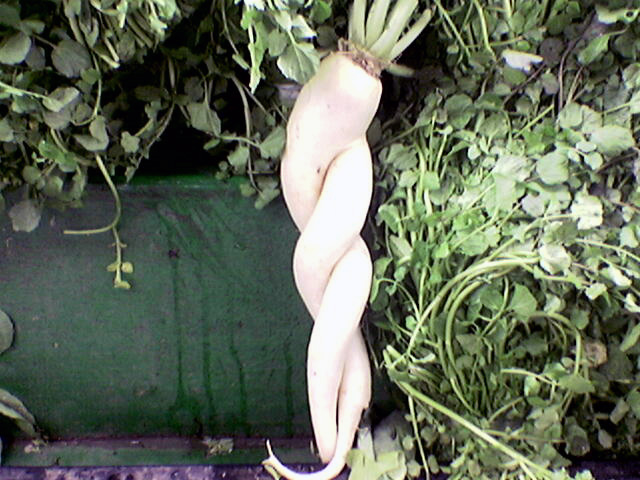

## Поширені сорти
- «Аокубі» — поширений японський сорт
- «Сакурадзима» — серцевина рожева
- «Японський білий довгий»
- «Клик слона»
- «Великий бик»
- «Дракон»
- «Імператор»
- «Токінасі»
- «Міновасе»
- «Термінатор»
- «Цезар» тощо.